# Ludmila
Ludmila es un nombre propio femenino de origen eslavo.

## Personajes
- Ludmila de Bohemia, fue duquesa consorte de Bohemia
- Ludmila Javorova, una personalidad de la iglesia católica clandestina de Checoslovaquia
- Ludmila Manicler, una futbolista Argentina
- Ludmila Pagliero, una bailarina clásica

## Música
- Ludmila (canción), canción del músico argentino Luis Alberto Spinetta.